# Laki (langue)
Pour les articles homonymes, voir Laki (homonymie).
 (janvier 2016).
Si vous disposez d'ouvrages ou d'articles de référence ou si vous connaissez des sites web de qualité traitant du thème abordé ici, merci de compléter l'article en donnant les références utiles à sa vérifiabilité et en les liant à la section « Notes et références ».
Le laki (ou alaki, leki) est une langue indo-européenne appartenant à la branche des langues iraniennes occidentales. Il est parlé par les Laks, qui peuplent une vaste région appelée le Lorestan, Kermanshah, Hamadan, Ilam.

## Exemples

### Laki et Ancient Persique
| vieux perse | anglais         | laki    | persan           | français |
| ----------- | --------------- | ------- | ---------------- | -------- |
| dā          | mother          | dā      | mādar            | mère     |
| ima         | we              | ima     | mā               | nous     |
| awa         | it              | aœa     | ān               |          |
| baw         | father          | bawa    | pedar            | père     |
| hyat        | when the        | hanî    | zamni ke         |          |
| hvar        | sun             | hœar    | xorshid          | soleil   |
| aδa         | at that time    | asa     | ān zaman         |          |
| tauhmā      | seed            | tûîm    | toxm             | graine   |
| brātā       | brother         | berā    | barādar          | frère    |
| ah          | is              | hā      | hast, budan      |          |
| jani        | female          | žan     | zan              | femme    |
| xvasura     | spouse's family | hasûira | xānevadeh hamsar |          |
| asrav       | tears           | asr     | ashk             | larmes   |
| varaza      | boar            | verāz   | gorāz            | sanglier |
| zān         | know            | zān     | dān              | savoir   |
| zamā        | groom           | zœmā    | dāmād            | marié    |
| varkā       | lamb            | vark    | bare             | agneau   |
| māung       | month           | māŋ     | māh              | mois     |
| āsen        | iron            | āsen    | āhan             | fer      |
| berz        | height          | barz    | boland           | hauteur  |
| tāu         | heat            | tāu     | garmā            | chaleur  |

## Autres exemples
| laki                   | anglais               | français  |
| ---------------------- | --------------------- | --------- |
| wehar, vihar           | spring                | printemps |
| tawsan                 | summer                | été       |
| payîz                  | autumn                | automne   |
| varan, waran, veşt     | rain                  | pluie     |
| çem                    | eye                   | œil       |
| dit, afiret            | girl                  | fille     |
| kurr                   | boy                   | garçon    |
| gurdalle               | kidney                | rein      |
| rêvêar                 | wayfarer              |           |
| ayîl                   | child                 | enfant    |
| wijim                  | myself                |           |
| minîş                  | me too                |           |
| ketin                  | to fall               |           |
| aîtin, aîştin          | to throw              |           |
| (mi) hetim             | I came                |           |
| (mi) merim/mexwim      | I eat                 |           |
| (mi) nanim hward       | I ate the meal        |           |
| (mi) nane merim/mexwim | I am eating the meal  |           |
| (mi) nanme mehward     | I was eating the meal |           |
| (mi) hetime            | I have come           |           |
| (mi) hetoîm            | I had come            |           |